# Samsung Galaxy S9
Los Samsung Galaxy S9 y Galaxy S9+ son teléfonos inteligentes de gama alta fabricados por Samsung Mobile como parte de la familia Galaxy S. Los dispositivos fueron presentados en el Mobile World Congress de Barcelona el 25 de febrero de 2018. Son los sucesores de los Galaxy S8 y S8+.
Los Galaxy S9 y S9+ son muy parecidos a sus predecesores, pues los Galaxy S8 y S8+, tienen el mismo tamaño de pantalla y la misma relación de aspecto. Una de las cosas en las que más se diferencian es en la posición del sensor de huellas digitales. Mientras que en el Galaxy S8 se ubica al lado de la cámara, en el Galaxy S9 se ubica debajo de la cámara, junto al flash. Ambos modelos han mejorado considerablemente la cámara a diferencia de sus predecesores.

## Especificaciones

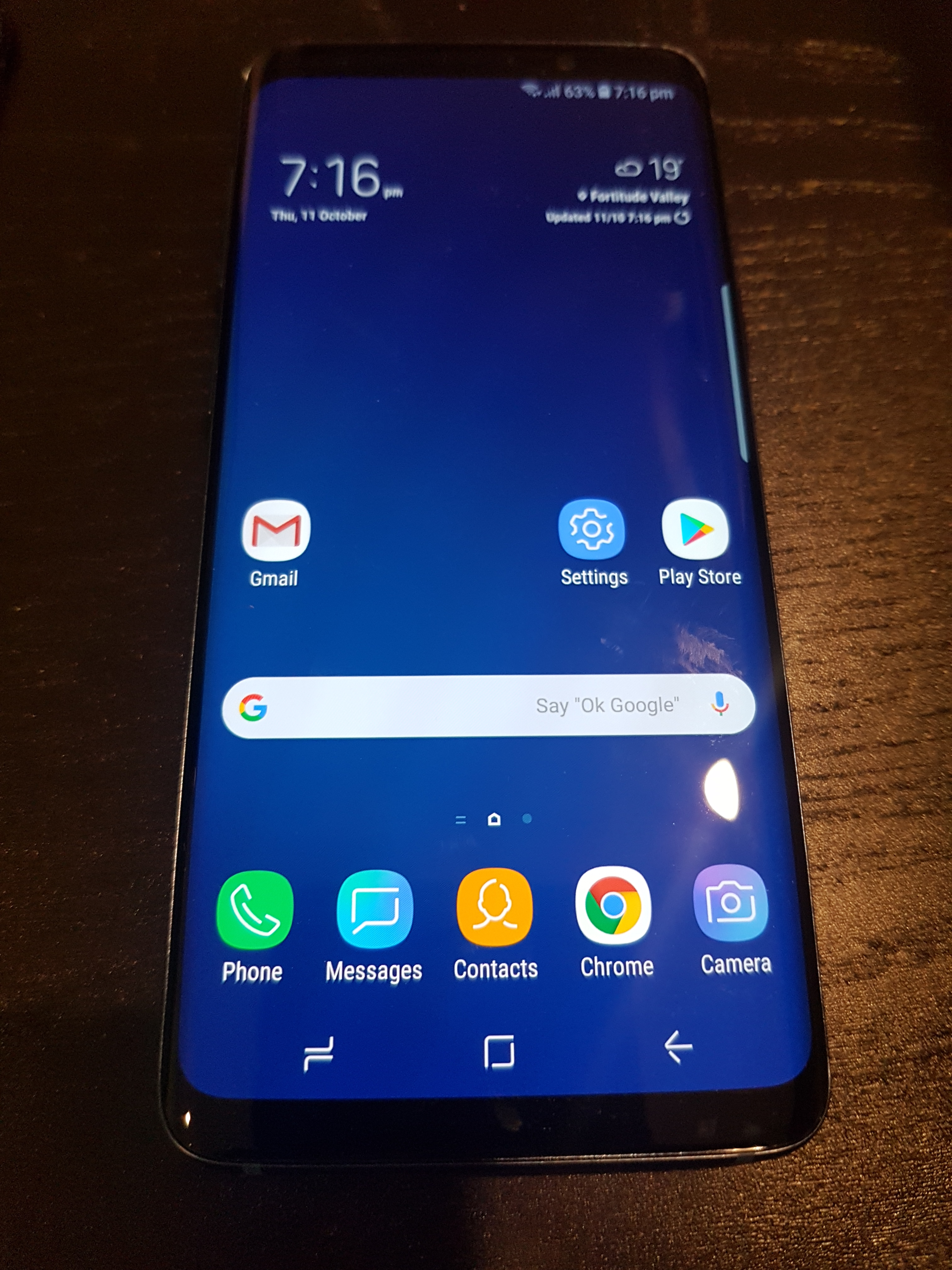
Samsung Galaxy S9

### Hardware
El Galaxy S9 y S9+ tienen pantallas Super AMOLED con resolución Quad HD 2k con una relación de aspecto de 18.5:9. El Galaxy S9 tiene una pantalla de 5.8 pulgadas, en cambio el Galaxy S9+ tiene una pantalla de 6.2 pulgadas.
El dispositivo tiene un procesador Qualcomm Snapdragon 845 para Estados Unidos, Canadá, China, Honk-Kong, Japón y Latinoamérica mientras que para el resto del mundo el procesador integrado es el Samsung Exynos 9810.
El Galaxy S9 incluye 4 GB de RAM, en cambio el S9+ incluye 6 GB de RAM, ambos dispositivos tienen desde 64 GB hasta 256GB de almacenamiento interno, y soporta tarjetas microSD de hasta 512 GB.
No hay mejoras en cuanto a la batería, al igual que sus predecesores, el Galaxy S9 tiene 3000 mAh y el S9+ tiene 3500 mAh, ambos dispositivos tienen altavoces estéreo con Dolby Atmos incluido.
El sensor de las huellas dactilares ha sido movido a una mejor posición, ambos dispositivos pueden desbloquearse con una combinación del escáner de iris y reconocimiento facial, conocido como Intelligent Scan.
Las cámaras en ambos dispositivos han tenido mejoras drásticas, y este es su principal punto de venta. El Galaxy S9+ tiene cámara dual, en cambio el S9 tiene solo una cámara. Ambos dispositivos pueden filmar video en cámara lenta usando 960 fps.
También hay varias mejoras en la construcción en comparación con los modelos S7 y S8 +, principalmente para aumentar la durabilidad física, como vidrio más grueso, borde de metal más grueso y aleación de metal diferente (menos propensa a la deformación) utilizada para el marco.

### Software
El Galaxy S9 y S9+ tienen Android 8.0 Oreo preinstalado. Tiene una mayor integración de Bixby, como el uso de la cámara para traducción en vivo. La pantalla de inicio puede usarse en horizontal.
Las actualizaciones de sistema han mejorado mucho el comportamiento del terminal, pero dejando de lado alguno de sus accesorios; la supcase LED COVER VIEW dejó de funcionar con la actualización Android 9.

## Problemas conocidos
El Galaxy S9+ tiene un problema con la huella dactilar que hace que al mantenerla activada por unos meses, el dispositivo se apague solo totalmente al presionar el botón de apagar o al suspenderse según el tiempo configurado. La única solución conocida es desactivar la opción de la huella.
Pantalla "verde": Tras varios meses de uso, algunos terminales presentan un tono de pantalla verdoso, pero solo con algunas aplicaciones, y con el brillo automático activado. Este error se soluciona desactivando el brillo auto o cambiando la pantalla.